# Miconia cuneata
Miconia cuneata är en tvåhjärtbladig växtart som beskrevs av José Jéronimo Triana. Miconia cuneata ingår i släktet Miconia och familjen Melastomataceae. Inga underarter finns listade i Catalogue of Life.